# Helios Kliniken Schwerin

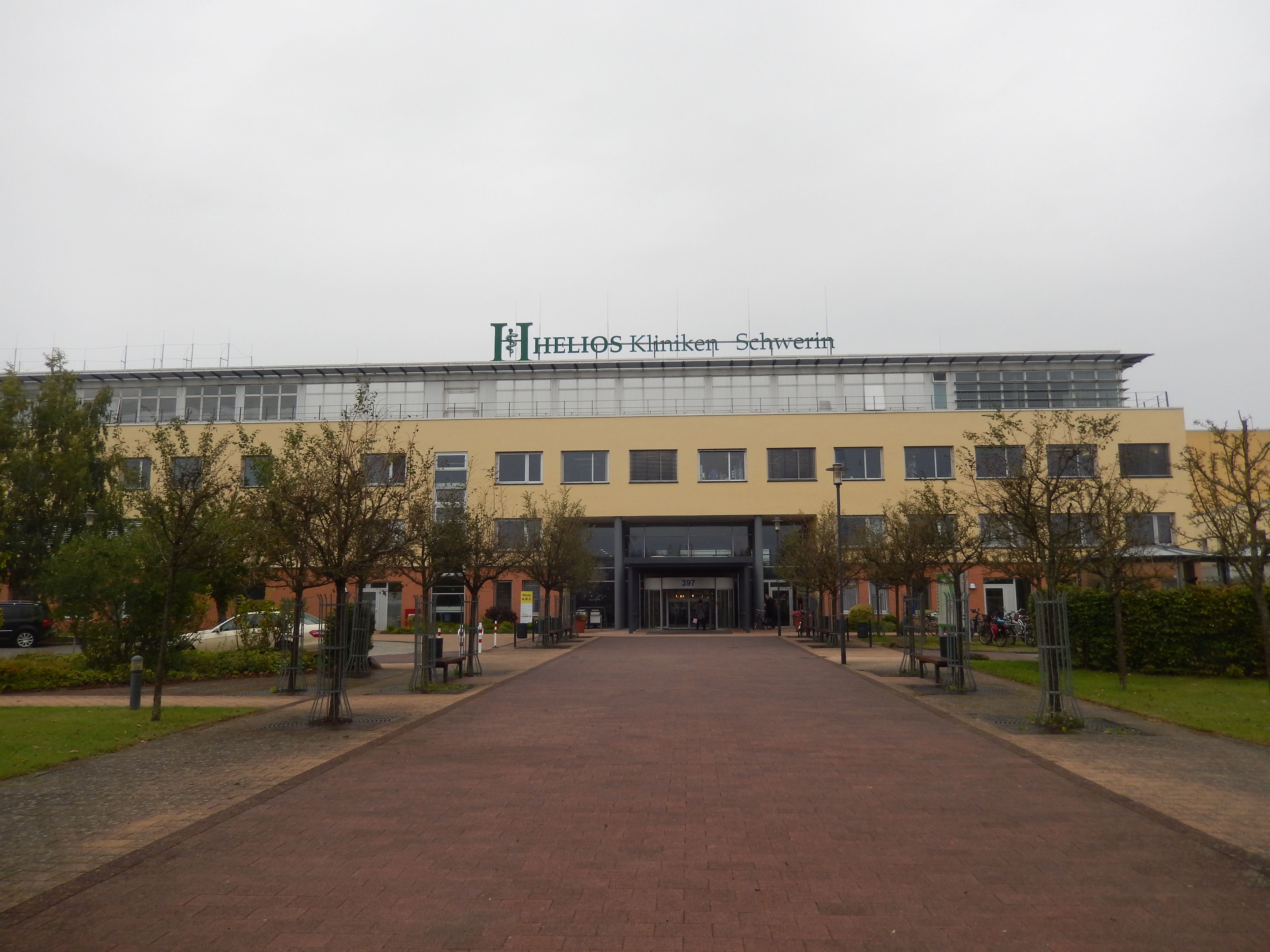
Helios Kliniken Schwerin

Die Helios Kliniken Schwerin befinden sich im Stadtteil Lewenberg zwischen dem Ziegelsee und dem Medeweger See unweit der Bundesstraße 106 an der Wismarschen Straße 397. Die Klinik hat rund 1.500 Patientenbetten und ist damit eines der größten Krankenhäuser in Mecklenburg-Vorpommern. Die Helios Kliniken Schwerin sind universitärer Campus der MSH Medical School Hamburg.

## Geschichte
1999 wurde das Medizinische Zentrum aus dem Klinikum und der Nervenklinik gebildet.
2004 verkaufte die Stadt Schwerin 94,9 Prozent des Medizinischen Zentrums an die Helios Kliniken GmbH. Die Stadt wurde mit einigen verbleibenden Prozent Minderheitsgesellschafter und stellt Mitglieder für den Aufsichtsrat.
Es folgten zahlreiche bauliche Arbeiten. Unter anderem entstand eine neue Strahlenklinik, zwei neue Ambulanzen, eine Krankenhausapotheke und zwei neue Bettenhäuser. Auf dem Gelände wurde eine 24-Stunden-Kindertagesstätte errichtet. Auch die Notaufnahme wurde 2010 modernisiert.
Nach der Übernahme soll es zu personellen Einschnitten im Servicebereich gekommen sein. Die Situation im Pflegebereich wurde in einem Bericht des NDR im Jahr 2011 kritisiert.
Seit dem 1. Januar 2016 kooperieren die Helios Kliniken Schwerin und die Universitätsmedizin Rostock. Gemeinsam betreiben diese ein Herzzentrum in Schwerin, in dem herzchirurgische Patienten behandelt werden.
Seit 2020 sind die Helios Kliniken Schwerin universitärer Campus der MSH (Medical School Hamburg).

## Kliniken
Die Helios Kliniken Schwerin bestehen aus folgenden Kliniken und Zentren:
- Allgemein- und Viszeralchirurgie
- Allgemeine Innere Medizin, Endokrinologie/Diabetologie und Geriatrie
- Anästhesiologie und operative Intensivmedizin
- Augenheilkunde
- Frauenheilkunde
- Gastroenterologie und Infektiologie
- Gefäß- und Thoraxchirurgie
- Hals-, Nasen- und Ohrenheilkunde
- Hämatologie / Onkologie und Stammzelltransplantation
- Handchirurgie
- Hautklinik
- Internistische und Neurologische Intensivmedizin / Stroke Unit
- Kardiologie und Angiologie
- Kinder- und Jugendmedizin
- Kinderchirurgie
- Mund-, Kiefer- und Gesichtschirurgie
- Nephrologie/Dialyse
- Neuro- und Wirbelsäulenchirurgie
- Neurologie
- Orthopädie
- Palliativstation
- Plastische, Rekonstruktive und Ästhetische Chirurgie
- Pneumologie
- Schlaflabor
- Strahlentherapie
- Unfallchirurgie
- Urologie

Zudem existieren vier Institute, das Institut für Laboratoriums- und Transfusionsmedizin, das Institut für Nuklearmedizin, das Institut für Pathologie und das Institut für Radiologie und Neuroradiologie. Ebenso zählt zu den Helios Kliniken Schwerin die Carl-Friedrich-Flemming-Klinik. Zu ihr zählen folgende Einrichtungen:
- Abhängigkeitserkrankungen
- Psychiatrie und Psychotherapie
- Gerontopsychiatrie und -psychotherapie
- Tagesklinik und Institutsambulanz
- Kinder- und Jugendpsychiatrie
- Psychosomatische Medizin und Psychotherapie

Zum Gelände der Kliniken gehört der denkmalgeschützte über 20 Hektar große Park und der ebenfalls denkmalgeschützte Friedhof auf dem Sachsenberg.